# Grevillea longistyla
Grevillea longistyla är en tvåhjärtbladig växtart som beskrevs av William Jackson Hooker. Grevillea longistyla ingår i släktet Grevillea och familjen Proteaceae. Inga underarter finns listade i Catalogue of Life.